# Haplopogon erinus
Haplopogon erinus là một loài ruồi trong họ Asilidae. Haplopogon erinus được Pritchard miêu tả năm 1941. Loài này phân bố ở vùng Tân Bắc giới.